# Trabalho forçado húngaro na União Soviética

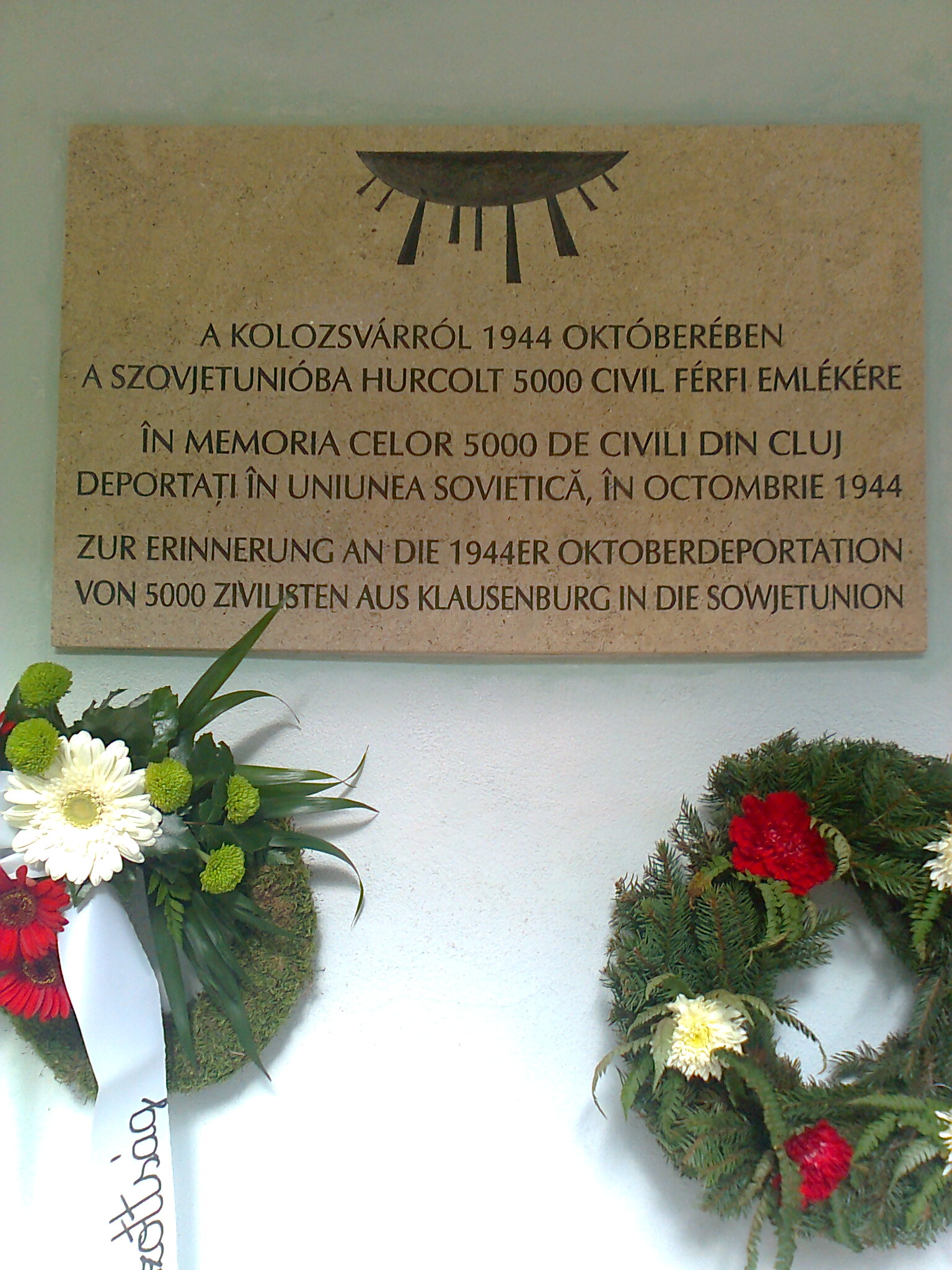
Placa comemorativa pelo trabalho forçado de húngaros na União Soviética

O tópico do trabalho forçado dos húngaros na União Soviética após a Segunda Guerra Mundial não foi pesquisado até a queda do comunismo e a dissolução da União Soviética. Embora números exatos não sejam conhecidos, estima-se que até 600 mil húngaros foram capturados por completo, incluindo cerca de 200 mil civis. Estima-se que 200 mil cidadãos morreram. Fazia parte de um sistema maior de uso de trabalho forçado estrangeiro na União Soviética.
Além disso, um número incerto de húngaros foi deportado da Transilvânia para a União Soviética no contexto da disputa entre Romênia e Hungria pela Transilvânia. Em 1944, muitos húngaros foram acusados pelos romenos de serem "partidários" e transferidos para a administração soviética. No início de 1945, durante a campanha de "desgermanização" todos os húngaros com nomes alemães foram transferidos para a União Soviética, de acordo com a ordem soviética 7161.

## Prisioneiros de guerra e civis
Na Hungria e entre a minoria húngara da Transcarpátia  o fenômeno foi referido como robô málenkij, uma forma corrompida da malenkaya rabota russa (маленькая работа), que significa "pouco trabalho". A expressão se originou durante a primeira onda de deportações de civis húngaros: após a ocupação de uma cidade húngara, os civis foram presos por "pouco trabalho" em relação à remoção de ruínas. A maior deportação única durante a primeira onda ocorreu em Budapeste. O suposto marechal Rodion Malinovsky superestimou em seus relatórios o número de prisioneiros de guerra tomados após a Batalha de Budapeste, e para tornar esses números cerca de 100 mil civis reunidos em Budapeste e nos arredores. A primeira onda ocorreu principalmente no noroeste da Hungria, no caminho do avanço do exército soviético .
A segunda onda, mais organizada, aconteceu 1 a 2 meses depois, em janeiro de 1945, cobrindo toda a Hungria. De acordo com a ordem 7161 do Comitê de Defesa do Estado da URSS, os alemães étnicos seriam deportados para trabalho forçado dos territórios ocupados, incluindo a Hungria. As autoridades soviéticas tinham cotas de deportação para cada região e, quando o alvo foi atingido, ele foi preenchido com húngaros étnicos. Além disso, os prisioneiros de guerra húngaros foram deportados durante esse período.
Os prisioneiros de guerra e civis foram tratados pelo Departamento Principal de Assuntos de prisioneiros de guerra e internos da NKVD (abreviação russa: GUPVI), com seu próprio sistema de campos de trabalho, semelhante ao Gulag.
As pessoas deportadas foram transportadas em vagões para campos de trânsito na Romênia e na Ucrânia Ocidental. O testemunho de sobrevivente sugere uma alta taxa de mortalidade nos campos e em trânsito por várias causas, incluindo disenteria epidêmica, mau tempo e desnutrição.
Na União Soviética, os húngaros foram colocados em aproximadamente 2.000 campos distintos. Um grande número de campos foi posteriormente identificado: 44 campos no Azerbaijão, 158 nos Estados Bálticos, 131 na Bielorrússia, 119 no norte da Rússia, 53 nas proximidades de Leningrado, 627 na Rússia Central, 276 nas montanhas do Ural e 64 na Sibéria.

## Prisioneiros políticos
O terceiro grupo de deportados, além de prisioneiros de guerra e civis, foram húngaros condenados por tribunais soviéticos por "atividades anti-soviéticas". Estes incluíram as seguintes categorias.
- Ex-soldados que serviram em forças de ocupação no território soviético.
- Membros da organização juvenil paramilitar Levente de adolescentes que tiveram que servir em forças auxiliares até o final da guerra.
- Funcionários de alto escalão e políticos não esquerdistas.

Esse grupo de prisioneiros foi enviado para os campos de Gulag, em vez de para o GUPVI.
Durante a desestalinização, as sentenças dos sobreviventes foram anuladas e 3.500 ex-condenados voltaram para casa. O número total de condenados foi estimado pela organização dos sobreviventes húngaros do Gulag, Szorakész, em cerca de 10 mil.

## Retorno
O governo de Ferenc Nagy iniciou negociações sobre o retorno de húngaros para casa no início de 1946. A primeira onda de retornos sistemáticos ocorreu em junho-novembro de 1946, interrompida até maio de 1947. Os últimos a voltar, cerca de 3 mil pessoas, foram devolvidos somente após a morte de Joseph Stalin, durante 1953-1955. Fontes húngaras estimam que 330 mil a 380 mil trabalhadores retornaram no total, dando uma estimativa de cerca de 200 mil perecidos em trânsito e em cativeiro.
- Trabalho forçado estrangeiro na União Soviética